# Катаев, Игорь Витальевич
Катаев Игорь Витальевич (18 февраля 1922, Вятка — 14 февраля 2020, Москва) — советский, чешский и российский пианист и композитор.

## Биография
Родился в семье Виталия Петровича и Веры Алексеевны Катаевых в Вятке. Его отец, Виталий Петрович (1893—1969) во время Гражданской войны работал инкассатором в Персии, затем служил в штабе Александра Колчака. По воспоминаниям, совершил побег на летающей лодке в город Вятку, чтобы встретиться там со своей будущей женой.
В 1930-е годы вместе с родителями и братом Виталием переехал в Москву, где учился в музыкальном училище.
Прошел Великую Отечественную войну сначала как артиллерист, участвовал в битве под Москвой, затем как артист фронтовых бригад, выступая перед бойцами армии К. К. Рокоссовского. Закончил службу (по воспоминаниям) во время Потсдамской конференции в июле — августе 1945 года.
В 1945 году восстановился как студент Московской консерватории по классу профессора Льва Николаевича Оборина и окончил её в 1950 году. В эти годы он близко общался с пианистами Анатолием Ведерниковым и Святославом Рихтером, а также с А. М. Пятигорским.
После войны успешно концертировал по городам Советского Союза и за рубежом как с сольными программами, так и в ансамбле с известными артистами — скрипачами Виктором Пикайзеном З. Шахмурзаевой, Г. Бариновой, В. Ланцманом, И. Безродным, певцами Анатолием Ведерниковым, Н. Шпиллер, Деборой Пантофель-Нечецкой, И. Архиповой, а также с другими солистами Московской филармонии.
В это же время он познакомился со своей будущей женой Надеждой Ивановной. Это произошло на Рижском взморье, где она в то время руководила курортами Прибалтики. Тогда же он сблизился с её кругом общения, включая композитора А. Л. Локшина, а также семью Салтыковых и Воробьёвых, которые позднее сыграли значительную роль в деятельности Русской православной церкви.
В 60-е годы он оканчивает Государственный музыкально-педагогический институт имени Гнесиных как композитор (класс проф. А. Г. Чугаева и проф. Г. И. Литинского).
В 1992 году в возрасте 70-ти лет в связи с практической невозможностью найти в России работу по специальности он начинает работать в Чехии и в дальнейшем вскоре переезжает в Остраву. Там он работает более 20 лет в качестве профессора Остравской консерватории.
В 2015 году возвращается в Россию, где продолжает свою профессиональную деятельность.

## Сочинения
- 5 ораторий для солистов, хора и симфонического оркестра;
- 4 одноактные оперы по мотивам басен И. А. Крылова;
- 5 одноактных балетов;
- Концерт-симфония для альтового саксофона (1978/2004);
- Концерт для фортепиано и струнного оркестра (2010);
- Концерт для струнного альта и симфонического оркестра (2015);
- Хоровые и вокальные циклы;
- сочинения для различных инструментальных ансамблей;
- пьесы для фортепиано;
- музыка для детских хоров и песни для детей[4].